# Einar Nilsson

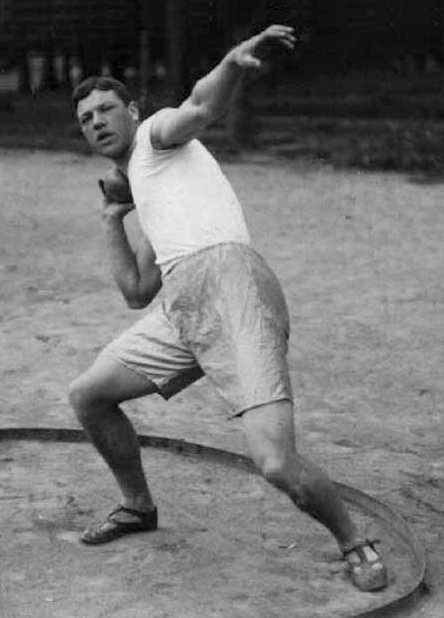
Einar Nilsson

Einar Nilsson (* 8. Juni 1891 in Råneå; † 22. Februar 1937 in Partille) war ein schwedischer Kugelstoßer, Diskuswerfer und Zehnkämpfer.
Bei den Olympischen Spielen 1912 in Stockholm wurde er Siebter im Kugelstoßen, Fünfter im beidarmigen Kugelstoßen, Zehnter im Diskuswurf und Vierter im beidarmigen Diskuswurf. Im Fünfkampf kam er auf den 14. Platz, und im Zehnkampf gab er nach der vierten Disziplin auf.
1920 wurde er bei den Olympischen Spielen in Antwerpen Fünfter im Kugelstoßen.
Fünfmal wurde er Schwedischer Meister im beidarmigen Kugelstoßen (1910–1914) und zweimal im beidarmigen Diskuswurf (1911, 1912). 1913 wurde er Englischer Meister im Kugelstoßen.

## Persönliche Bestleistungen
- Kugelstoßen: 14,44 m, 5. Juli 1913, London
- Diskuswurf: 42,42 m, 1. Juni 1914, Malmö
- Zehnkampf: 6585,06 Punkte, 15. Oktober 1911, Göteborg